# 詹姆斯
詹姆斯（；或译詹姆士），法译雅姆，西译海梅（Jaime），葡译雅伊梅，意大利语贾科莫（Giacomo），爱尔兰及苏格兰语谢马斯或谢穆斯，是一個西方社會常見的人名。英、西、葡等语文中「James、Jaime、」的名稱則來自於古法語，最终源于通俗拉丁語中Iacobus至Iacomus的一个演变，前者演变为雅各布及其变体，均为希伯來語的雅各之意。

## 美国人名

### 总统
- 詹姆士·麦迪逊（James Madison）1809年—1817年美国第四任总统
- 詹姆斯·门罗（James Monroe）1817—1825年美国第五任总统
- 詹姆斯·波尔克（James Knox Polk）1845—1849年美国第十一任总统
- 詹姆斯·布坎南（James Buchanan）1857—1861年美国第十五任总统
- 詹姆斯·加菲尔德（James Abram Garfield）1881年美国第二十任总统

### 政治家
- 詹姆斯·麦克亨利（James McHenry）美国开国元勋
- 詹姆斯·鲍登（James Bowdoin）美国政治家，马萨诸塞州州长
- 詹姆斯·贝克（James Addison Baker）美国政治家，曾任美国财政部长、美国国务卿

### 科学家
- 詹姆斯·沃森（James Dewey Watson）美国生物学家，分子生物学牵头人
- 詹姆斯·克里斯蒂（James W. Christy）美国天文学家

### 宇航
- 詹姆斯·麦克迪维特（James Alton McDivitt）美国国家航空航天局宇航员
- 詹姆斯·艾尔文（James Benson Irwin）第八个踏上月球的人
- 詹姆斯·韦伯（James Edwin Webb）美国国家航空航天局第二任局长

### 体育
- 勒布朗·詹姆斯（LeBron James）美国职业篮球员，位置小前锋
- 詹姆斯·波西（James Mikely Mantell Posey）美国职业篮球运动员，效力于新奥尔良鵜鶘
- 詹姆斯·布莱克（James Blake）美国职业网球运动员
- 詹姆斯·哈登 (James Harden) 美国职业篮球员，位置得分後衛

### 其他
- 谢马斯·埃甘（英语：Séamus Egan）（Séamas Egan）爱尔兰裔美国音乐家
- 詹姆斯·卡梅伦（James Francis Cameron）美国籍加拿大裔电影导演
- 詹姆斯·斯威灵珍（James Swearingen）美国现代作曲家
- 詹姆斯·特瑞尔（James Turrell）后现代主义艺术家
- 詹姆斯·金（James Kim）美籍韩裔，严寒下脱掉衣服救他的妻女
- 亨利·詹姆斯（Henry James）美国作家
- 威廉·詹姆斯（William James）美国哲学家與心理学家，亨利·詹姆斯之兄
- 约翰·詹姆斯·奥杜邦（John James Audubon）美国画家、博物学家
- 詹姆斯·希爾曼（James Hillman）美國心理學家，原型心理學的始創人
- 海梅·路易斯·戈麦斯，美国歌手

## 英国人名

### 科学家

#### 物理学家
- 詹姆斯·麦克斯韦（James Clerk Maxwell）英国物理学家，经典电动力学创始人
- 詹姆斯·乍得威克（Sir James Chadwick）英国物理学家，中子的发现者
- 詹姆斯·焦耳（James Prescott Joule）英国物理学家
- 詹姆斯·瓦特（James Watt）英国发明家

#### 其他
- 詹姆斯·约瑟夫·西尔维斯特（James Joseph Sylvester）英国数学家
- 詹姆斯·林德（James Lind）皇家海军外科医生

### 首相
- 詹姆斯·卡拉汉（Leonard James Callaghan）1976年-1979年英国首相
- 詹姆斯·拉姆齐·麦克唐纳（James Ramsay MacDonald）1924年英国首相

### 其他
- 大卫·詹姆斯（David James）英格兰足球运动员，位置守门员
- 詹姆斯·邦德（James Bond）系列电影的主角，代号007
- 詹姆斯·库克船长（James Cook）英国探险家、航海家
- 詹姆斯·莫里森（James Morrison）英国歌手
- 詹姆斯·斯特林（James Stirling）英国建筑师
- 詹姆斯·弗雷泽（James George Frazer）人类学家，神话学先驱
- 詹姆士·包斯威尔（James Boswell）英国传记作家

## 爱尔兰人名
- 谢穆斯·Ｐ·奥毛尔查（英语：Séamus P. Ó Mórdha）（Séamas Pádraig Ó Mórdha）爱尔兰
- 詹姆斯·高威爵士（Sir James Galway）北爱尔兰长笛演奏家
- 詹姆斯·乔伊斯（James Augustine Aloysius Joyce）爱尔兰作家、诗人

## 苏格兰人名
- 詹姆斯·布莱尔（James Blair (Virginia)）苏格兰主教、传教士
- 詹姆斯·杜瓦爵士（Sir James Dewar）苏格兰化学家、物理学家
- 詹姆斯·麥艾維 ( James McAvoy ) 苏格兰演員

## 加拿大人名
- 詹姆斯·高斯林（James Gosling）Java编程语言创始人
- 詹姆斯·杜汉（James Montgomery Doohan）加拿大籍演员、配音演员
- 詹姆斯·奈史密斯博士（Dr. James Naismith）篮球运动的发明者
- 瓦内萨·詹姆斯（娃内萨·雅姆）

## 其他人名
- 哈伊梅·阿古尔苏阿里,西班牙赛车手。
- 占美·摩連奴，玻利維亞足球运动员
- 吉亚科莫·马泰奥蒂，意大利社会主义政治家，墨索里尼的主要政敌
- 弗朗西斯·雅姆

### 德国人名
- 詹姆斯·拉斯特（James Last）德国轻音乐大师

### 新西兰人名
- 詹姆斯·博尔格（James Brendan "Jim" Bolger）1990-1997年第三十五任新西兰总理

### 澳大利亚人名
- 伊恩·詹姆斯·索普（Ian James Thorpe）澳大利亚游泳运动员

### 台灣人物
- 詹姆士 (廚師)，本名鄭堅克，台灣廚師、烹飪作家、YouTuber
- 瘋狂詹姆士，本名王天傑，台灣民航機師、航空作家、YouTuber

## 其他
- 詹姆斯·泰特·布莱克纪念奖（The James Tait Black Memorial Prize）英国一项文学奖
- 詹姆斯·麦迪逊大学（James Madison University）一所美国维吉尼亚州公立大学
- 詹姆斯·韦伯空间望远镜（James Webb Space Telescope）已經于2021年12月25日7:20(UTC−5；EST)发射升空红外线太空望远镜

## 其他语言中的形式
- 拉丁语：Iacomus
- 法语：Jame，Gemmes，Gemme，Jacomo
  - 奥克语：Jammes，James
  - 普罗旺斯奥克语：Jacme
- 加泰罗尼亚语：Jaim，Jaume，Xaume
- 西班牙语：Jaime
  - 加里西亚语：Xaime
  - 他加禄语：Jaime
- 葡萄牙语：Jaime
- 英语：James，Jamie，Jaime/Jaimie，吉姆（Jim），Jimmy/Jimmi/Jimi，Jamie/Jamey，Jamie/Jami，Jay
  - 康瓦尔语：Jammes，Jamma
  - 马恩岛语：Jayms
  - 威尔士语：Jâms
  - 夏威夷语：Kimo
- 芬兰语：Jamppa
- 爱尔兰语：Séamas/Séumas，Shéamais，Seamus，Shamus，Séimí，Séimín 
  - 苏格兰盖尔语：Seumas，Sheumais
    - 英语：Hamish
- 意大利语：Giacomo
- 日语：ヤコブ，ジェームズ
- 韩语：야곱，야고보，제임스
- 毛利语：Hemi